# Карл Краус (писац)
Карл Краус (Јичин, 28. април 1874 — Беч, 12. јун 1936) био је аустријски писац и новинар, познат као сатиричар, есејиста, афористичар, драматург и песник. Сатиру је усмерио на штампу, немачку културу, немачку и аустријску политику. Три пута је био номинован за Нобелову награду за књижевност.

## Биографија
Краус је рођен у богатој јеврејској породици Јакоба Крауса, произвођача папира, и његове супруге Ернестине, рођене Кантор, у Јичину, Краљевина Чешка, Аустро-Угарска (данас Чешка). Породица се преселила у Беч 1877. године. Мајка му је умрла 1891.
Краус се уписао као студент права на Универзитету у Бечу 1892. године. Почевши од априла исте године, почео је да сарађује у листу Бечке књижевне новине, почевши од критике Ткалаца Герхарта Хауптмана. Отприлике у то време, безуспешно је покушао да игра као глумац у малом позоришту. Године 1894. променио је област студија у филозофију и немачку књижевност. Студије је прекинуо 1896. године. Отприлике у то време почело је његово пријатељство са Петером Алтенбергом.
Краус је 1896. напустио универзитет без дипломе да би почео да ради као глумац, режисер и извођач.1998, као бескомпромисни заговорник јеврејске асимилације, напао је оснивача модерног ционизма, Теодора Херцла, својом полемиком Круна за Сион. Наслов је игра речи, јер "круна" је била валута Аустроугарске од 1892. до 1918. године; једна круна је била минимална донација потребна за учешће на ционистичком конгресу у Базелу, а Херцл је често био исмеван од стране бечких антициониста као „краљ Сиона“.
Краус се 1. априла 1899. одрекао јудаизма и исте године основао своје новине Бакља, коју је наставио да уређује до своје смрти. Бакља је нападала лицемерје, психоанализу, корупцију Хабзбуршког царства, национализам пан-немачког покрета, као и либералне економске политике (фр. laissez-faire).

#### 1900–1909
Бакља је постајала часопис привилегован у својој уређивачкој независности, захваљујући Краусовој финансијској независности. Бакља је штампала оно што је Краус желео да буде штампано. У првој деценији, сарадници су били познати писци и уметници као што су Петер Алтенберг, Рихард Демел, Егон Фредел, Оскар Кокошка, Елзе Ласкер-Шилер, Адолф Лос, Хајнрих Ман, Арнолд Шонберг, Аугуст Стриндберг, Георг Тракл, Франк Ведекинд, Франц Верфел, Хјустон Стјуарт Чемберлен и Оскар Вајлд.
Поред издавачке делатности, Краус је често држао предавања.
Елијас Канети је редовно посећивао Краусова предавања, па је тако насловио други том своје аутобиографије „Бакља“ у уху" позивајући се на часопис и његовог аутора. На врхунцу популарности, Краусова предавања привукла су четири хиљаде људи, а његов часопис је продат у четрдесет хиљада примерака.

#### 1910–1919
После 1911, Краус је био једини аутор већине бројева Бакље.
Након читуље за Франца Фердинанда, који је убијен у Сарајеву 28. јуна 1914. године, Бакља није изашла неколико месеци. У децембру 1914. поново се појављује са есејем „У овом великом времену“:
„У овом великом времену, које сам знао док је још било мало, и које ће поново бити мало ако буде времена; … у овом гласном времену које одјекује из језиве симфоније дела која рађају извештаје и извештаја који изазивају дела: сада од мене нећете чути ни реч“.
("In dieser großen Zeit, die ich noch gekannt habe, wie sie so klein war; die wieder klein werden wird, wenn ihr dazu noch Zeit bleibt; … in dieser lauten Zeit, die da dröhnt von der schauerlichen Symphonie der Taten, die Berichte hervorbringen, und der Berichte, welche Taten verschulden: in dieser da mögen Sie von mir kein eigenes Wort erwarten.")
Краус је писао против светског рата, а цензори су у више наврата конфисковали или опструисали издања Бакље. Краусово ремек-дело Последњи дани човечанства се генерално сматра масивном сатиричном представом о Првом светском рату. Ова сатира комбинује дијалоге из савремених докумената са апокалиптичном фантазијом и коментарима.
1919. године, Краус је објавио своје сабране ратне текстове под насловом Светски суд правде. Године 1920. објавио је сатиру Књижевност, или ћеш тек да видиш. 

#### 1920–1936
Током јануара 1924. Краус је започео борбу против Имреа Бекешија (мађ. Imre Békessy), издавача таблоида Сат, оптужујући га да је изнуђивао новац од власника ресторана тако што им је претио лошим критикама ако му не плате. Бекеши је узвратио кампањом клевете против Крауса, који је заузврат написао текст „Избаците ниткова из Беча!“ Године 1926. Бекеши је заиста побегао из Беча да би избегао хапшење.
Врхунац Краусове политичке посвећености био је његов сензационални напад 1927. на моћног шефа бечке полиције Јохана Шобера, такође бившег канцелара у два мандата, након што је полиција убила 89 демонстраната током Јулске побуне 1927. године. Краус је направио постер који је у једној реченици тражио Шоберову оставку; плакат је објављен широм Беча и сматра се иконом аустријске историје 20. века. Године 1928. Краус је објавио драму Непобедиви пуну алузија на борбе против Бекешија и Шобера.
Краус је подржавао Социјалдемократску партију Аустрије још од раних 1920-их, а 1934. године, надајући се да би Енгелберт Долфус могао да спречи да нацизам завлада Аустријом, подржао је Долфусов државни удар, којим је заправо и успостављен аустријски фашистички режим. Ова подршка је Крауса удаљила од неких његових следбеника.
Краус је 1933. написао Трећа Валпургијева ноћ, која почиње сада већ познатом реченицом "Не могу да се сетим ничега о Хитлеру". Дугим образлагањима Краус се кајао због ћутања приликом Хитлеровог доласка на власт.
Последњи број Бакље изашао је у фебруару 1936. године. Убрзо након тога, Краус је пао у судару са бициклистом и доживео интензивне главобоље и губитак памћења. Последње предавање одржао је у априлу, а 10. јуна у Кафеу Империјал доживео је тежак срчани удар. Умро је у свом стану у Бечу 12. јуна 1936. године, а сахрањен је у Средишњем бечком гробљу.
Краус је 1911. крштен као католик, али је 1923., разочаран подршком Цркве рату, напустио Католичку цркву, саркастично тврдећи да је мотивисан „пре свега антисемитизмом“, односно огорчењем што је Макс Рајнхарт користио цркву у Салцбургу као место за позоришну представу.
Аустријски писац Штефан Цвајг је својевремено назвао Крауса „мајстором отровног исмевања“. Све до 1930. Краус је своје сатиричне списе усмеравао на личности из центра и на левици политичког спектра, јер је сматрао да су мане деснице сувише очигледне да би биле вредне његовог коментара.
Краусов рад је описан као врхунац књижевног погледа. Критичар Френк Филд је цитирао речи које је Бертолт Брехт написао о Краусу, чувши за његову смрт: „Кад је епоха подигла руку да оконча свој живот, он је био та рука“.

## Изабрана дела
Неки радови су издати у задњих 40 година:
- Die Sprache, Suhrkamp,  3-518-37817-1
- Die chinesische Mauer, mit acht Illustrationen von Oskar Kokoschka, 1999, Insel,  3-458-19199-2
- Aphorismen. Sprüche und Widersprüche. Pro domo et mundo. Nachts, 1986, Suhrkamp,  3-518-37818-X
- Sittlichkeit und Krimininalität, 1987, Suhrkamp,  3-518-37811-2
- Dramen. Literatur, Traumstück, Die unüberwindlichen u.a., 1989, Suhrkamp,  3-518-37821-X
- Literatur und Lüge, 1999, Suhrkamp,  3-518-37813-9
- Shakespeares Sonette, Nachdichtung, 1977, Diogenes,  3-257-20381-0
- Theater der Dichtung mit Bearbeitungen von Shakespeare-Dramen. 1994. ISBN 3-518-37825-2., Suhrkamp
- Hüben und Drüben, 1993, Suhrkamp,  3-518-37828-7
- Die Stunde des Gerichts, 1992, Suhrkamp,  3-518-37827-9
- Untergang der Welt durch schwarze Magie, 1989, Suhrkamp,  3-518-37814-7
- Brot und Lüge, 1991, Suhrkamp,  3-518-37826-0
- Die Katastrophe der Phrasen, 1994, Suhrkamp,  3-518-37829-5

### Радови преведени на енглески:
- The last days of mankind; a tragedy in five acts. An abridgement translated by Alexander Gode and Sue Allen Wright. New York: F. Ungar Pub. Co. 1974. ISBN 9780804424844.
- No Compromise: Selected Writings of Karl Kraus (1977, ed. Frederick Ungar, includes poetry, prose, and aphorisms from Die Fackel as well as correspondences and excerpts from The Last Days of Mankind.)
- In These Great Times: A Karl Kraus Reader (1984), ed. Harry Zohn, contains translated excerpts from Die Fackel, including poems with the original German text alongside, and a drastically abridged translation of The Last Days of Mankind.
- Anti-Freud: Karl Kraus' Criticism of Psychoanalysis and Psychiatry (1990) by Thomas Szasz contains Szasz's translations of several of Kraus' articles and aphorisms on psychiatry and psychoanalysis.
- Half Truths and One-and-a-Half Truths: selected aphorisms (1990) translated by Hary Zohn. Chicago  0-226-45268-9.
- Dicta and Contradicta, tr. Jonathan McVity (2001), a collection of aphorisms.
- The Last Days of Mankind (1999) a radio drama broadcast on BBC Three. Paul Scofield plays The Voice of God. Adapted and directed by Giles Havergal. The 3 episodes were broadcast from 6 to 13 December 1999.
- Work in progress. An incomplete and extensively annotated English translation by Michael Russell of The Last Days of Mankind is available at http://www.thelastdaysofmankind.org. It consists currently of Prologue, Act I, Act II and the Epilogue, slightly more than 50 percent of the original text. This is part of a project to translate a complete performable text with a focus on performable English that in some (modest) ways reflects Kraus's prose and verse in German, with an apparatus of footnotes explaining and illustrating Kraus's complex and dense references. The all-verse Epilogue is now published as a separate text, available from Amazon as a book and on Kindle. Also on this site will be a complete "working'" translation by Cordelia von Klot, provided as a tool for students and the only version of the whole play accessible online, translated into English with the useful perspective of a German speaker.
- The Kraus Project: Essays by Karl Kraus (2013) translated by Jonathan Franzen, with commentary and additional footnotes by Paul Reitter and Daniel Kehlmann.
- In These Great Times and Other Writings (2014, translated with notes by Patrick Healy, ebook only from November Editions. Collection of eleven essays, aphorisms, and the prologue and first act of The Last Days of Mankind)
- www.abitofpitch.com Архивирано на веб-сајту  (10. јул 2022) is dedicated to publishing selected writings of Karl Kraus in English translation with new translations appearing in irregular intervals.
- The Last Days of Mankind (2015), complete text translated by Fred Bridgham and Edward Timms. Yale University Press.
- The Last Days of Mankind (2016), alternate translation by Patrick Healy, November Editions
- Third Walpurgis Night: the Complete Text (2020), translated by Fred Bridgham. Yale University Press.